# Rada pro spolupráci arabských států v Zálivu
Rada pro spolupráci arabských států v Zálivu nebo také Rada pro spolupráci zemí v oblasti Perského zálivu (arabsky مجلس التعاون لدول الخليج الفارسی, anglicky Cooperation Council for the Arab States of the Gulf, CCASG), známá také jako Rada Perského Zálivu či Rada pro spolupráci v Perském zálivu (GCC, arabsky: مجلس التعاون الخليج الفارسی, anglicky: Persian Gulf Cooperation Council), je ekonomicko-politická unie, již tvoří šest arabských států, které mají přístup k Perskému zálivu: Kuvajt, Saúdská Arábie, Katar, Spojené arabské emiráty, Bahrajn a Omán.

## Založení GCC
Rada pro spolupráci arabských států v Perském zálivu byla založena především z iniciativy Saúdské Arábie, která využila svého silného postavení v oblasti Perského zálivu a přesvědčila ostatní státy ke spolupráci. Většina států v Perském zálivu totiž vnímá své postavení v této oblasti za relativně slabé a lehce napadnutelné, třebaže vlastní obrovské zásoby ropy. Populace všech šesti států se totiž pohybuje jen okolo 28 miliónů a je roztroušena po obrovském území o výměře kolem 2,6 miliónů km². Rada Perského zálivu vznikla na začátku Irácko-íránské války i jako jistá ochrana před nepřáteli. K podepsání dohody o vytvoření GCC došlo 25. května 1981 v Rijádu v Saúdské Arábii.
Všech šest států Perského zálivu spojuje několik prvků, které se objevují i v základním dokumentu GCC. Jednotlivé politické systémy (především formy monarchie a také federace SAE, jež je tvořena monarchiemi) si jsou podobné a jsou založeny na islámské víře (ve všech zemích kromě Bahrajnu a Ománu tvoří většinu obyvatelstva sunnitští muslimové). Dalším prvkem je společný osud od Mohameda po současnost a také například společné cíle, především ekonomická spolupráce a rozvoj, snaha o sjednocení arabských států a spolupráce s ostatními zeměmi světa. Je faktem, že státy GCC představují 45 % světových zásob ropy a produkují přibližně 20 % roční světové výroby, což z nich dělá významného hráče na poli mezinárodních vztahů.
O vstup do Rady Perského zálivu často usiluje Jemen. Ovšem státy nesouhlasí s jeho přijetím, a to především kvůli vysoké chudobě, kriminalitě, jinému státnímu zřízení (republika) a většinovému podílu šíitských muslimů v této zemi.

## Organizační struktura GCC
Nejdůležitější úlohu má Nejvyšší rada. Plní zároveň funkci nejvyššího orgánu GCC. Je tvořena hlavními představiteli jednotlivých členských států. Předsedající funkce rotuje podle abecedního pořadí členských států pořád dokola. Obecně je svoláváno zasedání Nejvyšší rady jednou do roka. Zasedání Nejvyšší rady jsou platná, pokud se jich zúčastní alespoň 2/3 členů. Každý stát má jeden hlas.
Další je Poradní komise, která je tvořena třiceti občany, kteří jsou vybráni z každého členského státu, aby studovali otázky, kterými se bude zabývat Nejvyšší rada. Z každého státu je vybráno pět zástupců. Tito občané jsou vybráni na základě své kvalifikace a jsou voleni na tři roky.
Pod Nejvyšší radu spadá také Komise pro řešení sporů, tvořená Nejvyšší radou pro každý případ na ad-hoc bázi v souladu s povahou sporu.
Druhá nejdůležitější role připadá Radě ministrů, která je tvořená ministry zahraničí členských států nebo jinými ministry, kteří jednají pod jejich jmény. Předsedajícím státem je země, která předsedá Nejvyšší radě. Rada se schází jednou za tři měsíce. Stejně jako u Nejvyšší rady může dojít k mimořádnému zasedání. Zasedání Rady ministrů jsou platná, pokud se jich zúčastní přinejmenším dvě třetiny členů. Mezi funkce Rady ministrů patří příprava zákonů, které poté putují k Nejvyšší radě, tvorba agend, navrhování politiků, atp.
Třetí nejvýznamnější funkci zastává Generální sekretariát, který připravuje studie týkající se spolupráce mezi členskými státy. Sepisuje také pravidelnou výroční zprávu o práci GCC. Slouží jako přípravný orgán pro Radu ministrů a Nejvyšší radu. Generálnímu sekretariátů velí Generální tajemník, který je volen na tři roky Nejvyšší radou. Generální sekretariát pod sebe zahrnuje také funkce pěti asistenčních tajemníků pro bezpečnost, ekonomiku, politiku, člověka a životní prostředí. Dále také delegaci GCC pro Brusel a různé ředitele jmenované Generálním tajemníkem.[zdroj?]
Důležité organizace spadající pod GCC (výběr):
- GCC Standardization Authority
- Gulf Organization for Industrial Consultancy
- GCC Auditing and Accounting Authority
- Gulf Radio and TV Authority
- The GCC Council of Health Ministers
- The GCC Education and Training Bureau
- The GCC Council of Labor & and Social Affairs Ministers
- The Gulf Cup Football Tournament
- Sportovní hry Rady Perského zálivu (GCC Games)

## Funkce GCC
Při svém založení byla GCC chápána jako první krok pro společnou integraci arabských zemí. Dnes však k úspěchu této organizace nahrává fakt, že země střeží skoro polovinu všech světových zásob ropy. Prvotním cílem GCC bylo uchránit členské státy před hrozbou války mezi Irákem a Íránem a před aktivistickým islamismem, kterým se nechal Írán inspirovat. V řadě setkání velitelé oddílů (jednotek) a ministři obrany zálivových států vypracovali plány pro vzájemnou obranu a odstartovali úsilí, které by mělo vést k vytvoření společné kontrolní a obranné sítě. GCC představuje společný regionální trh, který má také obrannou plánovací radu. GCC plánovala spojit námořní a pozemní radarové systémy a vytvořit spojenou vzdušnou kontrolu a varovný systém založený na saúdském AWACS letectvu.
V roce 1984 se ministři obrany GCC států shodli na vytvoření desetitisícové jednotky „Poloostrovní štítová jednotka“ (původně název vojenského cvičení pod patronací GCC) o dvou oddílech. Tato společná intervenční jednotka byla založena v Saúdské Arábii u vojenského města krále Chálida nedaleko hranic s Irákem a Kuvajtem. Její úkol nebyl nikdy veřejně definován. Například nebylo jasné, zdali společná jednotka bude mít pravomoc zasáhnout v případě nouze na domácím poli jednotlivých států. V případě boje (jako za války v Perském zálivu) se jednotka může rozrůst. V březnu 1991, po ukončení války o Perský záliv, šest členských států GCC společně s Egyptem a Sýrií vyslovilo jejich záměr založit zastrašovací (ochrannou) jednotku, která by chránila Kuvajt, kterému by spolu s Egyptem a Sýrií poskytly vojenskou sílu a finance. Plán však narazil na mnoho překážek. Nakonec se USA a Spojené království zavázaly Kuvajt chránit a Kuvajt obdržel od USA vojenské vybavení. V dnešní době provádí vojenské síly všech států společně s Poloostrovní štítovou jednotkou různá vojenská cvičení. Dalším důležitým úspěchem byla rezoluce přijatá na kuvajtském summitu v roce 1997, která vyžadovala spojení GCC států vojenskou komunikační sítí pro brzké varování.
Hlavní soustředění sil států GCC je v ekonomické integraci v oblastech zemědělství, průmyslu, těžby ropy, investic či obchodu. Zaměřuje se především na postupné snižování tarifů ve vzájemném obchodě, vytváření různých obchodních standardů a certifikační činnost, k čemuž postupně přibyla i ochrana duševního vlastnictví. Státy GCC se staly v posledních dvou desetiletích jedním z nejdůležitějších zdrojů financí pro některé státy na Blízkém východě, buď přímo (skrze granty a různé půjčky), nebo nepřímo (ve formě příspěvků do různých arabských organizací a rozvojových institucí). Na popud Spojených arabských emirátů, které jsou nejotevřenější ekonomikou regionu a které společně se Saúdskou Arábii, dokázaly prosadit ideu projektu celní unie.[zdroj?] Poté se objevily i první úvahy o společné měně.[zdroj?] Na konci roku 2001 v Dauhá, kde se konal výroční summit, se jednotlivé členské země dohodly na vzniku celní unie, která by vznikla do dvou let. 1. ledna 2003 se tak skutečně stalo.[zdroj?]
Byl vytvořen společný celní sazebník: na většinu zboží bylo uvaleno dovozní clo ve výši 5 %. Vybrané zboží pak může být importováno do zemí GCC volně, například vojenské vybavení (vzor v EU). Celkově GCC pro ekonomickou integraci, konkrétně celní unii, hledala vzor v Evropské unii, která je jedním z nejdůležitějších a základních obchodních partnerů států GCC (30 % dovozu do zemí GCC pochází z EU  ). Společná měna měla být zavedena do roku 2010. Členské státy GCC také požádaly Evropskou centrální banku s prosbou o vypracování studie, jak by měli co nejlépe přistupovat k jednotné měně.[zdroj?] Ale v roce 2008 byl v tichosti zrušen návrh na společnou měnu a byl vytvořen návrh o založení centrálního měnového orgánu, předchůdce centrální banky (jeden z důvodu byla inflace). Není jisté, zda se schválí i tento návrh, neboť panuje mezi státy mnoho rozporů, např. název měny, sídlo centrální banky či vzdání se některých pravomocí.[zdroj?]

## Vztahy s ostatními zeměmi
Dohoda o volném trhu mezi GCC a EU ztroskotala v prosinci.[kdy?] GCC vidí jako viníka EU kvůli novým požadavkům v oblasti lidských práv. Argumentují[kdo?], že by došlo k porušení jejich právního systému. GCC se vrátí k jednání pouze tehdy, když EU podepíše předběžný návrh dohody podle znění GCC. Evropské země mají zase zájem o investice do klíčového průmyslu ropy a zemního plynu. Dohodu o volném trhu GCC podepsala již se Singapurem – GSFTA (The GCC-Singapore FTA) v roce 2008. V intenzivním jednání o dohodě o volném trhu je GCC s Japonskem, Jižní Koreou, Čínou, Indií a Pákistánem. Co se týče nejbližšího a nejsilnějšího souseda států GCC, Rada pro spolupráci v Perském zálivu si přeje zničení íránského jaderného reaktoru.[zdroj?] GCC je součástí GAFTA (Greater Arab Free Trade Area). GCC se snaží svou vyspělost ukázat světu při každé příležitosti, přilákat tak také nové investory. Např. Dauhá bylo jedním z kandidujících měst na pořádání Letní olympijských her v roce 2016. Pořadatelem této akce však bude Rio de Janeiro. V roce 2010 Katar také pořádal halové mistrovství světa v atletice.
Jemenu, jako žadatelskému státu o vstup do GCC, byl roku 2001 umožněn vstup do Rady ministrů zdravotnictví, Rady ministrů pro práci a sociální záležitosti a fotbalového turnaje GCC. GCC dokonce poskytla Jemenu finance na podporu ekonomiky, zaměstnanosti a zdravotnictví. Nyní je Jemen součástí všech důležitých organizací spadajících pod GCC.
Rada pro spolupráci v Perském zálivu také odsoudila izraelské nálety na pásmo Gazy dne 8. ledna 2010. Tento čin označila za teroristický útok sionistického hnutí, s tím, že těmito činy jen zastrašují bezbranné obyvatelstvo (matky a děti) a vytváří tak zbytečnou paniku mezi lidmi. GCC patří mezi zastánce Palestinců a jejich práva na sebeurčení. Žádá také Radu bezpečnosti, aby zastavila útoky Izraelců na Palestinu. GCC popřela rozšiřování aktivit NATO ve své oblasti. Zároveň GCC spolupracuje s NATO, ale odmítá jakékoli zesílení činnosti NATO ve svých státech kvůli Iráku, Íránu a Afghánistánu. Stanoviskem GCC je, že největším problémem Blízkého východu je konflikt Izraele s Palestinou.[zdroj?]

## Roztržka s Katarem v roce 2017
Saúdská Arábie, Spojené arabské emiráty, Bahrajn a Egypt přerušily 5. června 2017 s Katarem diplomatické vztahy. Saúdská Arábie krok zdůvodnila „uplácením nejrůznějších teroristických a sektářských skupin zaměřených na destabilizaci oblasti“ Katarem, v tom Muslimského bratrstva, Al-Káidy, Islámského státu, a Íránem podporovaných skupin ve východní saúdskoarabské provincii Katíf.
Po skončení summitu Rady pro spolupráci arabských států v Zálivu obnovily Spojené arabské emiráty, Saúdská Arábie, Bahrajn a Egypt diplomatické styky s Katarem dne 5. ledna 2021.
Dohodu pomohl zprostředkovat Kuvajt, ale spekuluje se také o vlivu americké diplomacie v čele s prezidentovým poradcem Jaredem Kushnerem. Za hlavní důvod obnovení spolupráce se považuje snaha o vytvoření koalice proti Íránu.